# Фрідріх Штайнфельдт
Фрідріх Штайнфельдт (нім. Friedrich Steinfeldt; 15 грудня 1914, Бад-Доберан, Німецька імперія — 29 листопада 1945, Батавія, Індонезія) — німецький офіцер-підводник, оберлейтенант-цур-зее резерву крігсмаріне.

## Біографія
1 квітня 1940 року вступив на флот. З грудня 1941 року — вахтовий офіцер і командир корабля 38-ї флотилії мінних тральщиків. З 8 червня по 22 листопада 1942 року пройшов курс підводника. З 23 липня 1942 року — 2-й вахтовий офіцер на підводному човні U-371. З лютого 1943 року — вахтовий офіцер на U-195. 27-31 серпня 1943 року пройшов курс кермування, з 1 вересня по 14 жовтня — курс командира підводника. З 17 жовтня 1943 по 15 квітня 1944 року — командир UIT-21, з 16 квітня 1944 по 5 травня 1945 року — U-195, на якому здійснив 2 походи (разом 172 дні в морі). 8 травня 1945 року інтернований японською владою в Батавії. Після Другої світової війни потрапив в полон до союзників. Помер в шпиталі від дизентерії. Похований на німецькому військовому цвинтарі Арка Домас в Індонезії.

## Звання
- Рекрут (1 квітня 1940)
- Матрос-єфрейтор і кандидат в офіцери резерву (1 лютого 1941)
- Штурмансмат (1 червня 1941)
- Штурман резерву (1 квітня 1942)
- Обербоцман резерву (1 травня 1942)
- Лейтенант-цур-зее резерву (1 жовтня 1942)
- Оберлейтенант-цур-зее резерву (1 березня 1944)

## Нагороди
- Залізний хрест
  - 2-го класу (13 квітня 1941)
  - 1-го класу (жовтень 1944)
- Нагрудний знак блокадопроривача (1941)
- Нагрудний знак мінних тральщиків (травень 1942)
- Нагрудний знак підводника (12 травня 1943)
- Фронтова планка підводника в сріблі (25 січня 1945)